# Chetna Solanki
Chetna Solanki (ur. 17 stycznia 1986) – indyjska lekkoatletka specjalizująca się w skoku o tyczce.

## Osiągnięcia
- złota medalistka igrzysk krajowych oraz mistrzostw Indii[1]
- była rekordzistka kraju

## Rekordy życiowe
- skok o tyczce – 3,80 (2005)